# تیمبوکتو (فیلم ۲۰۱۴)
تمبوکتو (انگلیسی: Timbuktu) فیلمی در ژانر درام به کارگردانی عبدالرحمن سیساکو است که در سال ۲۰۱۴ منتشر شد.
این فیلم درباره پیامدهای تعصب مذهبی در زندگی دو چوپان طوارقی است و برای رقابت در بخش فیلم‌های غیرانگلیسی‌زبان جایزه اسکار ۲۰۱۵ معرفی گردیده است.
این فیلم تصویری است از کشور دوران کودکی سیساکو یعنی مالی و به طور خاص شهر تمبوکتو که آداب و رسوم غنی و انسانی اش (به زعم سیساکو) زیر پای نیروهای جهادی و تعصبات مذهبی که غالباً از خارج این کشور نشات می‌گیرند له شده است.